# Musée Minerve
Le Musée Minerve est un musée archéologique situé dans la commune d'Yzeures-sur-Creuse (Indre-et-Loire) et qui expose des vestiges gallo-romains datant de la fin du IIe ou début du IIIe siècle mis au jour à l'occasion de la démolition de l'ancienne église médiévale. Il se situe sur la place François-Mitterrand et possède le label Musée de France.

## Historique du musée

### La découverte des vestiges
En 1895, l'ancienne église médiévale du XIIe siècle, devenue trop vétuste, est démolie pour laisser la place à un nouvel édifice. En creusant les fondations de la nouvelle église, sont mis au jour environ 80 blocs sculptés de grandes dimensions. Ils étaient disposés de façon à servir de fondations à un monument antérieur à l'église médiévale. Ces fondations représentaient probablement tout ce qui subsistait de l'église fondée par saint Eustoche au milieu du Ve siècle.
Des fouilles, dirigées par Camille de La Croix, sont alors entreprises et mettent au jour quatre types de blocs formant trois monuments. Parmi les trois monuments ainsi révélés figure un pilier votif à Jupiter. Si le pilier votif devait être reconstitué, il mesurerait au total plus de 9 m de hauteur, soit plus de 30 pieds romains. Le second monument mis au jour est un grand édifice polygonal qui devait probablement être un temple de plan octogonal. Le troisième monument, un autel, est encore mal connu. Une dédicace à Minerve provient d'une construction à caractère sacré, probablement son temple.

### La construction du musée
Il est inauguré le 14 mai 1972 et réhabilité en 2000. Il possède le label Musée de France.
En 1970, la municipalité décide de percer une rue nouvelle, ce qui implique d'abattre le mur de clôture du presbytère. C'est le long de ce mur, sous un auvent, qu'étaient entreposés les blocs antiques depuis presque un siècle. Ces vestiges n'avaient fait l'objet d'aucune étude approfondie jusqu'à ce que l'équipe municipale décide d'édifier un local afin de les mettre en valeur et de les protéger. Une étude des blocs a été demandée à la Société archéologique de Touraine (SAT) ; elle a été réalisée par Jean-Pierre Adam et Fabienne Jambon et publiée dans l'édition 1972 du bulletin de la SAT.

## Ses collections
Le Musée Minerve abrite cinquante-deux des blocs découverts lors des travaux de l'église, plus un couvercle et une cuve de sarcophage trouvés plus récemment.

### La colonne de Jupiter

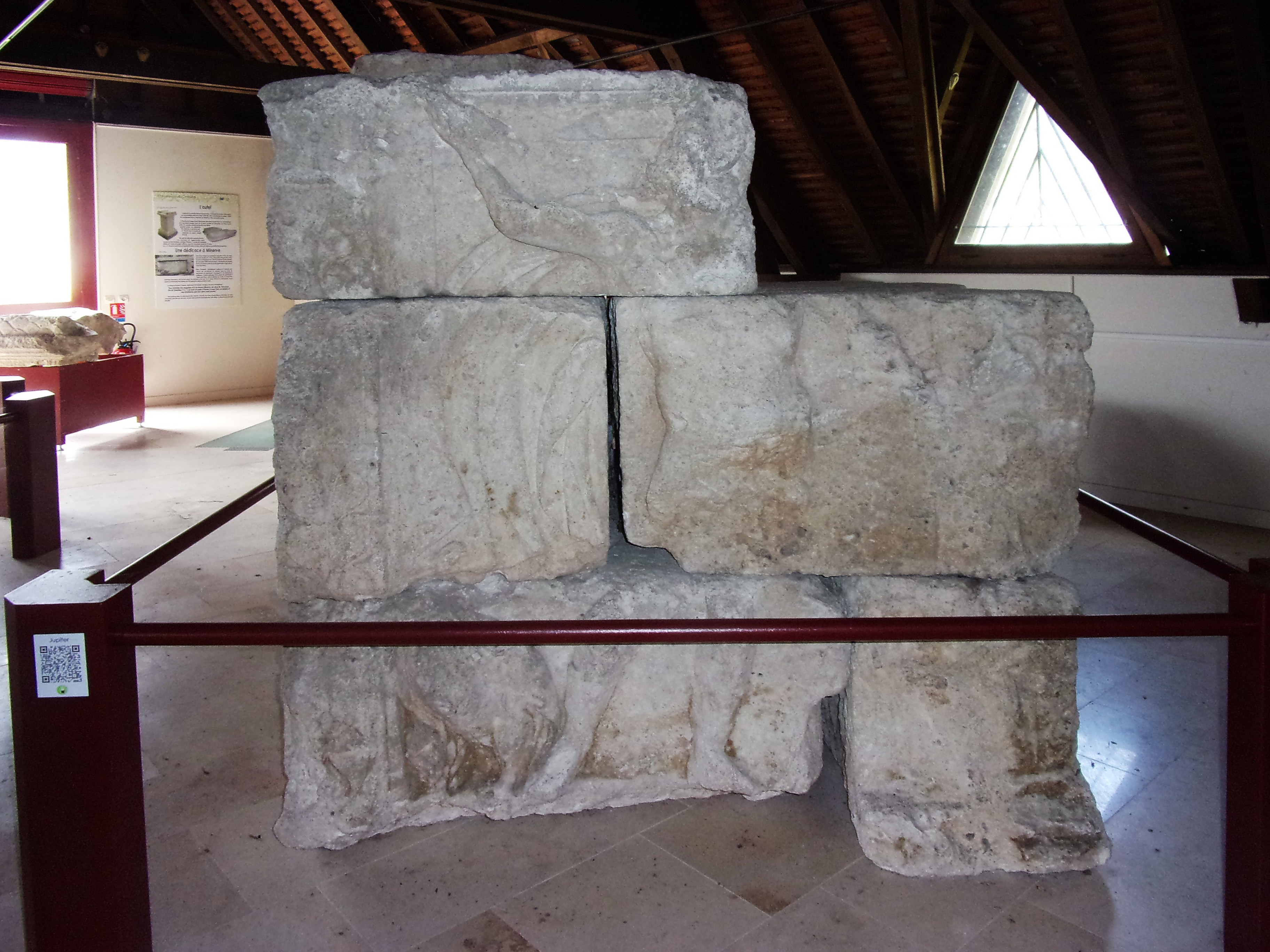
Représentation de Jupiter sur un ensemble de blocs du pilier d'Yzeures.

Ses vestiges sont classés monuments historiques au titre d'objet depuis le 29 septembre 1896.
Le pilier, daté du début du IIIe siècle, est constitué d'un socle nu et de trois niveaux sculptés. Les deux premiers niveaux sont carrés alors que le troisième est octogonal. Même s'il manque certains blocs, dont la dédicace, les différents niveaux de la colonne ont pu être reconstitués.
Le premier niveau représente Jupiter, Vulcain, Mars et Apollon. Ses dimensions sont de 1,73 mètre de large sur 1,85 mètre de haut.
Le second niveau représente les luttes de l'Olympe et les cycles héroïques : Hercule délivrant Hésione, Persée délivrant Andromède, la lutte de Mars et Minerve contre les géants Anguipèdes. Il mesure 1,42 mètre de large, sa hauteur pouvant difficilement être appréciée car une partie des blocs a disparu.
Le dernier niveau, octogonal, représente Léda et le cygne (apparence prise par Jupiter) entourés des Dioscures, Neptune avec son trident, ainsi qu'un autre personnage non identifié. Sur ce niveau des traces de peinture issues d'un décor polychrome sont encore visibles.
Le tout était surmonté d'une statue représentant peut-être Jupiter, mais elle n'a pas été retrouvée.

### Le temple de Minerve

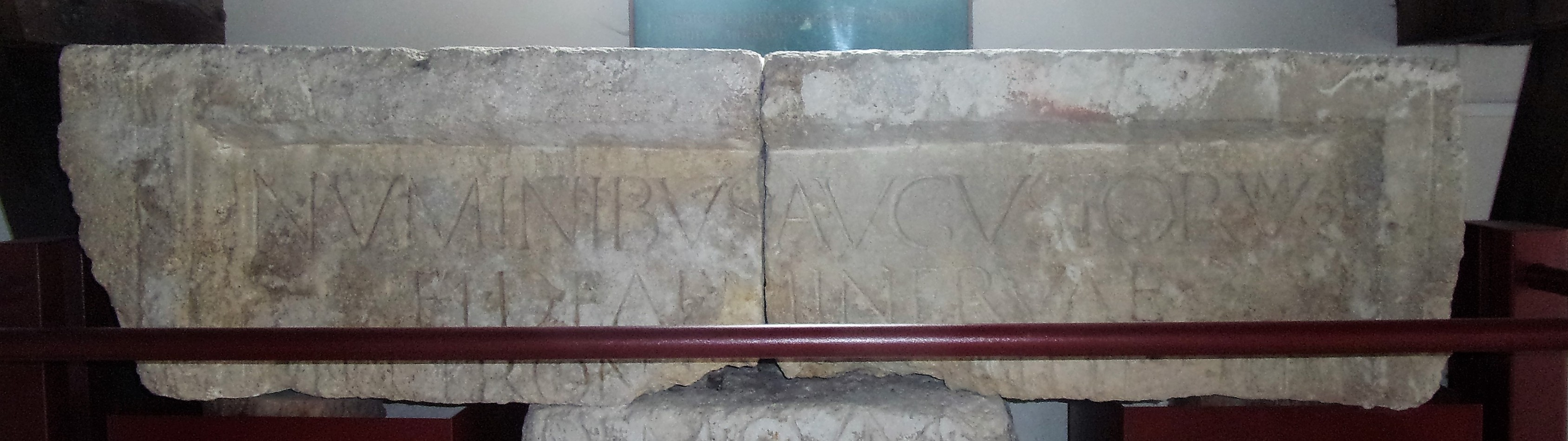
Dédicace à Minerve (vue partielle).

Une dédicace à Minerve est présente dans le musée. Elle se compose de plusieurs plaques de calcaire et mesure 2,25 m de longueur sur un 1,20 m de hauteur. Elle n'a pas été entièrement retrouvée, et il manque une partie des plaques inférieures. On y lit l'inscription suivante : « NVMINIBVS AUGVSTORVM ET DEAE MINERVAE. PETRON[ius...] MILLI FILI(us) [ae]DEM CVM S[uis ornamentis] QUAM PATER F[ieri promis]ERAT D(e) S(ua pecunia) P(onendam) C(urauit).  ».
Très peu d'éléments de ce temple ont été retrouvés, à l'exception de cette dédicace, d'un autel, et des éléments issus d'un bâtiment polygonal, sans doute un édifice de plan en octogone, modèle assez répandu sur le territoire gallo-romain (rencontré par exemple à Chassenon et à Sanxay).

### Les sarcophages mérovingiens

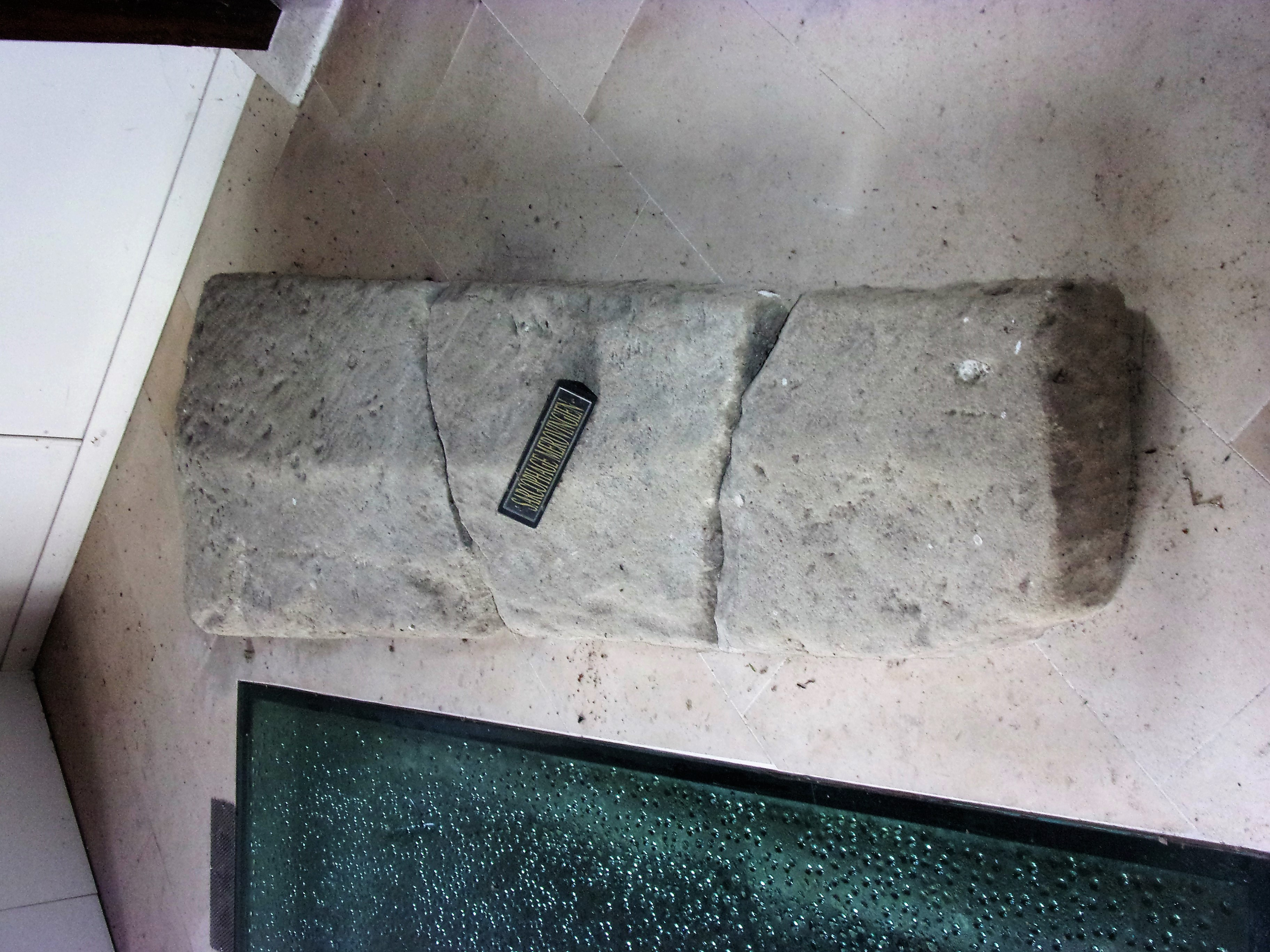
Couvercle de sarcophage mérovingien.

Une nécropole mérovingienne a été découverte en 1970 lors des travaux de percement d'une rue longeant le flanc sud de l'église. Deux des sarcophages mis au jour à cette occasion sont exposés au musée.

### Les expositions temporaires
Ce musée accueille régulièrement des expositions temporaires : aquarelles, photographies, sculptures, fleurs...